# TPS Cinéclub
TPS Cinéclub est une chaîne de télévision française appartenant au Groupe TPS diffusée entre 2005 et 2007.

## Historique
Le 15 septembre 2005, TPS lance sa huitième chaîne du bouquet TPS Premium, nommée TPS Cinéclub.
La chaîne disparaît en mars 2007 à la suite de la fusion de TPS et de son concurrent Canalsat.

## Programmes
Elle exploite alors une programmation diffusant un patrimoine cinématographique mondial, un rendez-vous de ceux qui apprécient le cinéma dans toute sa diversité, avec des œuvres constituant les fondations du cinéma tant français qu'étranger ainsi qu'une offre de longs-métrages en Noir et Blanc. Elle se positionne comme la petite sœur de TPS Cinétoile.